# Monster (Niederlande)
Monster ist eine niederländische Stadt an der Nordsee in der Provinz Südholland. Der Ort gehört zur Gemeinde Westland und liegt etwa 10 km südwestlich von Den Haag. Nach Angaben aus dem Jahr 2024 hat Monster 14.430 Einwohner.

## Geschichte

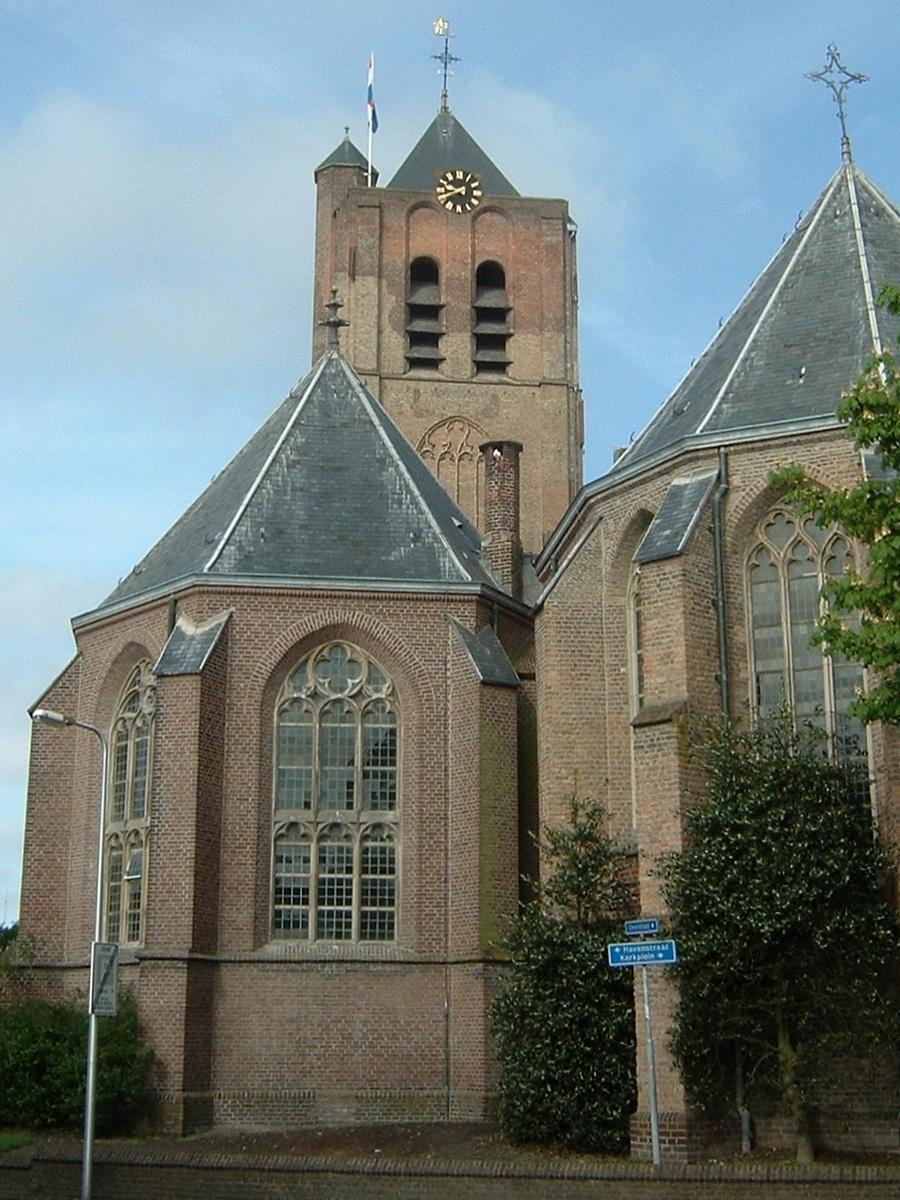
Die Kirche von Monster

Im 13. Jahrhundert wurden große Teile des Gebiets des heutigen Westland, Loosduinen und Den Haag von Monster aus verwaltet. Erst mit dem Bau des Ortes Den Haag wurde dieses Gebiet in Haag-Ambacht und Half-Loosduinen aufgeteilt. 1811 wurde Loosduinen endgültig von Monster getrennt und vorübergehend zu einer eigenständigen Gemeinde, die aber heute zu Den Haag gehört.
Der Ursprung des Namens Monster ist nicht sicher geklärt. Wahrscheinlich stammt er vom lateinischen Begriff „Monasterium“, womit ein Kloster und das zu ihm gehörende Grundstück bezeichnet wird.
Monster war früher auch ein Wallfahrtsort, da die örtliche Kirchengemeinde im Besitz einiger Reliquien ihres Patrons, des Heiligen Machutus war, der im niederländischen Machuut genannt wird. Die Menschen kamen nach Monster in der Hoffnung, von einer Krankheit geheilt zu werden, bei der es sich vermutlich um Epilepsie gehandelt hat.
Bis zum Jahr 2004 war Monster eine eigenständige Gemeinde, zu der auch noch die Orte Ter Heijde aan Zee und Poeldijk gehörten. Damals hatte die Gemeinde Monster über 20.000 Einwohner und war 20,15 km² groß. Zum 1. Januar 2004 wurde sie mit anderen Gemeinden zur neuen Gemeinde Westland zusammengelegt.

## Sehenswürdigkeiten

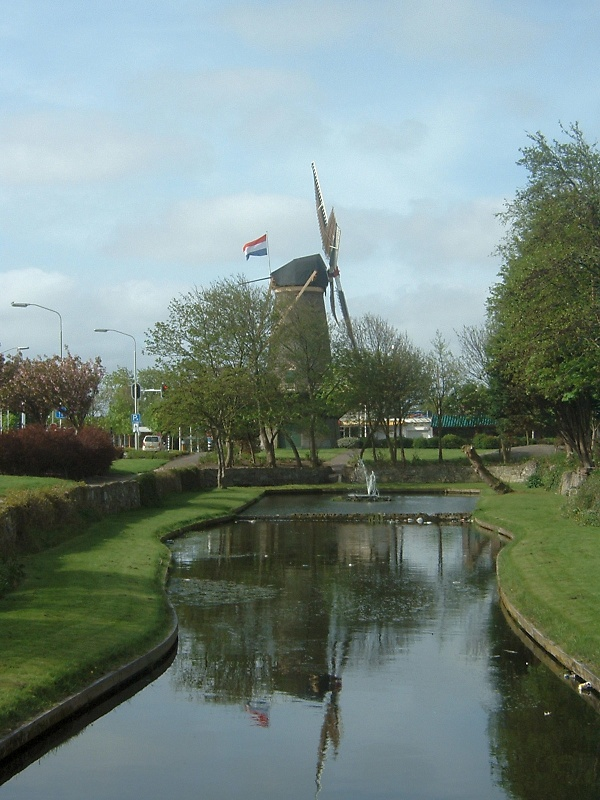
Die Mühle „De vier Winden“

Monster hat einige Sehenswürdigkeiten, zu den wichtigsten gehört die alte Kirche, die Grote Kerk. An der Kirche wurde seit etwa 1050–1100 gebaut und seit etwa 1450 hat sie die heutige Form. 1901 brannte sie vollständig ab und wurde danach in der alten Form wieder aufgebaut.
Erwähnenswert ist auch die Windmühle De Vier Winden, die in der heutigen Form aus dem Jahre 1882 stammt. Es gibt allerdings Aufzeichnungen über eine Windmühle aus dem vierzehnten Jahrhundert sowie Funde, die an dieser Stelle auf eine Mühle noch sehr viel früher hinweisen.
Das St.-Josefs-Kloster wurde ab 1850 gebaut und sollte Nonnen ermöglichen, Kinder zu unterrichten. Später kam der Klostergarten hinzu. Die letzten Nonnen verließen 1994 den Ort, das Kloster wurde komplett renoviert und heute sowohl für Wohnungen wie auch für das Gemeindezentrum „De Noviteit“ benutzt.

## Nordsee
Monster liegt direkt an der Nordsee und hat einen Strand von etwa 5 km Länge. Er wird jedes Jahr von Tausenden von Touristen, vor allem Tagestouristen, besucht. In Monster befindet sich auch eine Station der Wasserrettung.

## Söhne und Töchter der Stadt
- Arnold Vinnius (1588–1657), Jurist
- Maria Ponderus (1672–1764), Stifterin eines Hofjes
- Cornelis de Cocq (1815–1889), Maler
- Menno Boelsma (1961–2022), Eisschnellläufer und Shorttracker
- Yvette Broch (* 1990), Handballspielerin

## Politik

### Sitzverteilung im Gemeinderat
| Partei           | Sitze | Sitze | Sitze | Sitze |
| Partei           | 1990  | 1994  | 1998  | 2002  |
| ---------------- | ----- | ----- | ----- | ----- |
| Gemeentebelang   | 7     | 8     | 5     | 8     |
| CDA              | 6     | 4     | 5     | 5     |
| VVD              | 2     | 2     | 3     | 3     |
| ChristenUnie/SGP | —     | —     | —     | 2     |
| PvdA             | 1     | 1     | 1     | 1     |
| SGP/GPV/RPF      | 1     | —     | 2     | —     |
| Democraten 66    | —     | 1     | 1     | —     |
| GroenLinks       | —     | —     | 0     | —     |
| SGP/GPV          | —     | 1     | —     | —     |
| RPF              | —     | 0     | —     | —     |
| Gesamt           | 17    | 17    | 17    | 19    |